# Partit Comunista (Suècia)
El Partit Comunista (en suec: Kommunistiska Partiet) és un partit polític de Suècia, d'ideologia marxista-leninista. El partit va ser fundat l'any 1970.

## Història
El partit va ser fundat l'any 1970 per grup pro-xinès que s'havia separat del partit eurocomunista de l'Esquerra l'any 1967. Els militants van considerar que el partit s'havia apropat al revisionisme i que jà no era un moviment obrer. L'any 1970 el partit va començar a publicar el setmanari Proletären. Durant la dècada de 1980 el partit va aconseguir representació en alguns municipis, entre ells Göteborg, la segona ciutat més gran de Suècia. La regió de Göteborg sempre ha estat la zona a on el partit ha aconseguit més suport, en part per ser la zona a on es va fundar. Entre els anys 1970 i 1999 el president del partit va ser Frank Baude. Baude va ser succeït per Anders Carlsson, qui va ocupar el càrrec de president entre els anys 1999 i 2014. L'actual president és Robert Mathiasson. Els seus membres i simpatitzants inclouen o incloïen a moltes celebritats sueques: actors com Sven Wollter, Lasse Brandeby i Kent Andersson; músics com Totta Näslund i Fred Åkerström, tots els quals han participat en esdeveniments i reunions organitzades pel partit.

## Organitzacions juvenils
El partit va crear una nova organització juvenil, la Joventut Comunista Revolucionària (RKU).

## Relacions internacionals
El Partit Comunista manté bones relacions amb el Front Popular per a l'Alliberament de Palestina (FPLP), el Partit del Treball de Corea, el Partit Comunista de les Filipines, el Partit del Treball de Bèlgica (PTB), el Partit Comunista de Grècia (KKE) i el Front Polisario del Sahara Occidental .

## Vigilància il·legal del Servei de seguretat suec

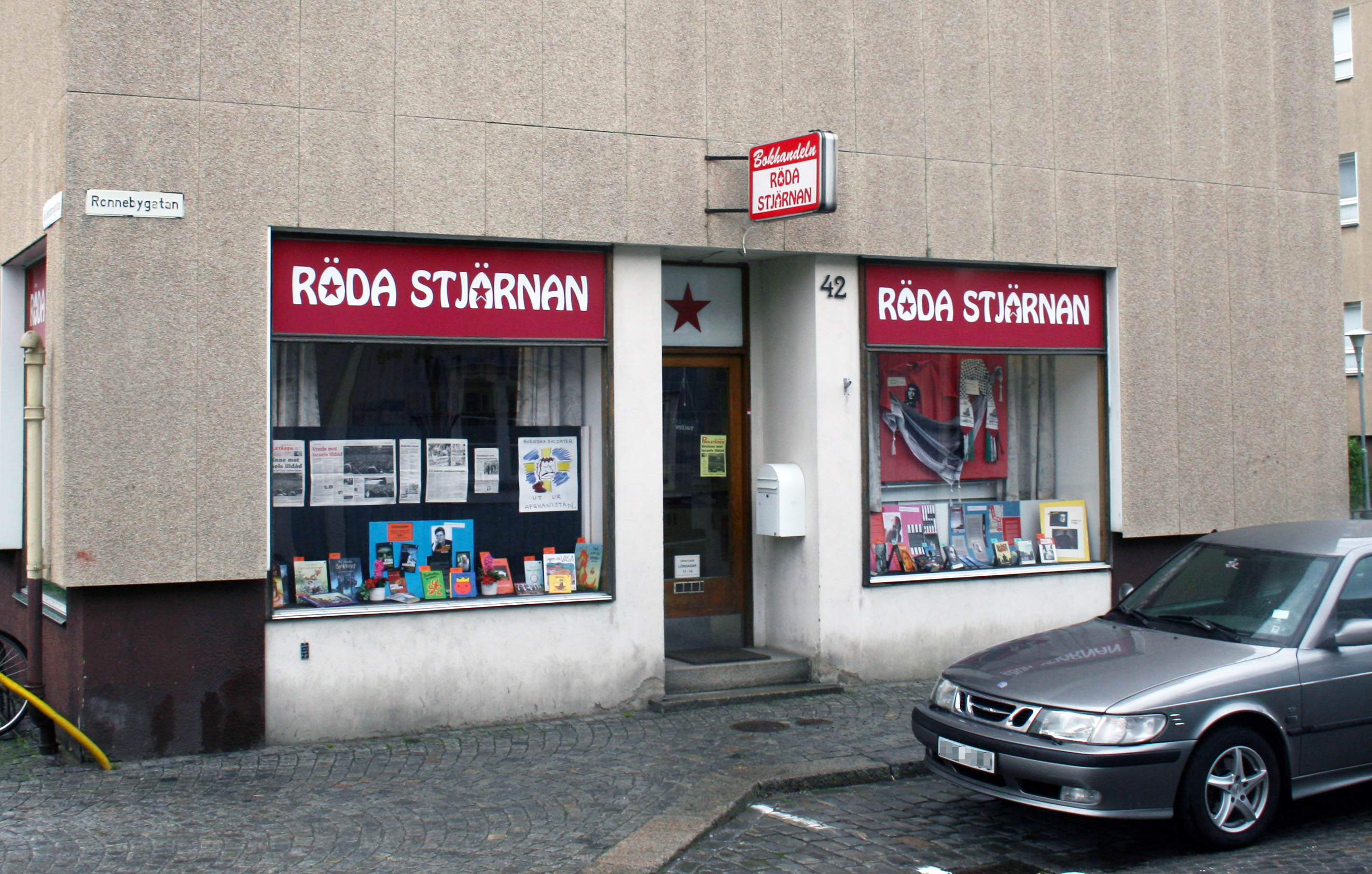
Tenda de llibres del PC suec a la ciutat de Karlshamn.

Entre 1970 i els anys 90 el partit a estat vigilat pel Servei de seguretat suec (Säpo).

## Resultats electorals
El partit no participa en les eleccions al Riksdag ni al Parlament europeu. No participa en les eleccions nacionals a causa de raons financeres i tàctiques, mentre defensa el boicot de les eleccions al Parlament Europeu. No obstant això, participa en les eleccions municipals en alguns municipis de Suècia. En 2010 va participar en les eleccions en 18 municipis, que és el major nombre de municipis fins ara. Els resultats electorals han fluctuat durant la història del partit, amb alts resultats a diverses ciutats durant la dècada de 1990 (és el segon partit més votat a la ciutat de Karlshamn, per exemple). En les dues últimes eleccions, el partit ha reduït el seu resultat electoral.
| Municipi     | Vots 2010 | Escons 2010 | Vots 2006 | Escons 2006 | Vots 2002 | Escons 2002 | Vots 1998 | Escons 1998 |
| Alingså      | 180       | 0           | 243       | 0           | 204       | 0           | 164       | 0           |
| Gislaved     | 610       | 2           | 794       | 2           | 1,099     | 3           | 1,545     | 4           |
| Gnosjö       | -         | -           | 65        | 0           | -         | -           | -         | -           |
| Göteborg     | 2,512     | 0           | 3,701     | 0           | 4,296     | 0           | 3,797     | 0           |
| Helsingborg  | 180       | 0           | 211       | 0           | 427       | 0           | -         | -           |
| Jönköping    | 332       | 0           | 300       | 0           | 328       | 0           | -         | -           |
| Karlshamn    | 520       | 1           | 847       | 2           | 2,092     | 6           | 2,469     | 7           |
| Kristianstad | 169       | 0           | 231       | 0           | 308       | 0           | 177       | 0           |
| Ludvika      | 161       | 0           | 166       | 0           | -         | -           | -         | -           |
| Lund         | 101       | 0           | -         | -           | -         | -           | -         | -           |
| Lysekil      | 682       | 3           | 525       | 2           | 429       | 2           | 414       | 2           |
| Malmö        | 324       | 0           | 451       | 0           | 477       | 0           | 319       | 0           |
| Norrköping   | 261       | 0           | 362       | 0           | -         | -           | -         | -           |
| Estocolm     | 402       | 0           | 449       | 0           | 511       | 0           | 765       | 0           |
| Trelleborg   | 53        | 0           | -         | -           | -         | -           | -         | -           |
| Uppsala      | 337       | 0           | 497       | 0           | 451       | 0           | 196       | 0           |
| Värnamo      | 97        | 0           | -         | -           | -         | -           | -         | -           |
| Växjö        | 300       | 0           | 323       | 0           | 301       | 0           | -         | -           |
| Örebro       | 191       | 0           | -         | -           | -         | -           | -         | -           |
| Östersund    | -         | -           | 267       | 0           | -         | -           | -         | -           |
| Total:       | 7,412     | 6           | 9,432     | 6           | 10,923    | 11          | 9.846     | 13          |

## Peus de pàgines i referències
1. 1 2 3 4  Retrieved 2012-04-16